# Paola María Vicenzi
Paola María Vicenzi (Ciudad Autónoma de Buenos Aires, Argentina; 30 de mayo de 1972) es una escritora argentina, autora de varias novelas y ganadora del XXVI Premio de Novela Vargas Llosa.

## Trayectoria
Su camino literario se inició en el año 2008. Tras la repercusión obtenida por Verlos en su propio vuelo, carta de lectores que envió al diario Clarín, se decidió a publicar, con ese mismo título, una serie de narraciones breves. Se formó como correctora en el Instituto Superior de Letras Eduardo Mallea. Varios de sus microcuentos obtuvieron distinciones en certámenes nacionales e internacionales, y muchos de ellos fueron leídos en los ciclos radiales de Marcelo Zlotogwiazda.
En 2019 publicó la novela Recién Ahora, que aborda el tema de la infertilidad, y la autobiografía La otra vida de papá, en la que desanda su historia familiar, atravesada por la doble vida de su padre.
En 2020 publicó una edición corregida y aumentada de En su propio vuelo, y en forma online, la novela Cuarentena en Buenos Aires, una ficción acerca de lo que sucede en un edificio porteño durante la pandemia provocada por el Covid-19. 
A principios de 2021 publicó la primera edición de Con ojos de primera vez, libro que narra la crisis de una pareja en las voces de sus dos protagonistas, y también su primer volumen de microrrelatos, Camino Inverso.
A mediados de diciembre del año 2021 su figura se hizo conocida por ser merecedora del Premio de Novela Vargas Llosa por su novela Equis Equilibrio.
En 2024 publicó Frontera imprecisa, un nuevo volumen de microrrelatos.
En 2025 publicó No están locos, un libro de crónicas que recoge historias reales de familiares de adictos. Esta obra recupera los relatos que se volcaron, durante dos años, en el marco de las reuniones del grupo Familia Esperanza, coordinados por Marina Charpentier.

## Premios y Distinciones
- XXVI Premio de Novela Vargas Llosa (2021)
- Premio MGE de Editorial Random House a Mejor Novela Contemporánea por La otra vida de papá (2017)[13][14]
- Mención de honor Premio Revista Literaria Guka por el microrrelato El asalto (2017)[15]
- Primer Premio Revista Literaria Guka por el microrrelato Monstruo (2018)[16]

## Obras
- En su propio vuelo (2008), Editorial Dunken. ISBN 978-987-02-3513-2
- La otra vida de papá (2019), Ediciones Ruser (España).
- Recién Ahora (2019), Ediciones Ruser (España). ISBN 978-849-49-4456-7
- Cuarentena en Buenos Aires (2020). ISBN 978-987-86-6068-4
- En su propio vuelo-Edición actualizada (2020). ISBN 978-987-86-5840-7
- Camino inverso (2020). Editorial Luvina. ISBN 978-987-86-6233-6
- Con ojos de primera vez (2020). Versión digital. ISBN 978-987-86-6870-3
- Equis Equilibrio (2022). Editorial La Huerta Grande. ISBN 978-841-86-5728-3
- Frontera imprecisa (2024). Macedonia Ediciones ISBN 978-987-8255-35-4
- No están locos. Historias reales de adicciones y salud mental. Una esperanza para las familias (2025). Penguin Random House. ISBN 978-950-15-3328-6

## Participaciones en antologías
- Una casa para siempre, Editorial Micrópolis (Perú). ISBN 989-196-91951-1-5
- 100 palabras para mamá, Editorial El libro feroz (España). ISBN 978-84-948564-5-7